# نجلاء المنقوش
نجلاء محمد المنقوش هي سياسية ومحامية ليبية، تولت منصب وزيرة الخارجية في حكومة الوحدة الوطنية من 15 مارس 2021 حتى إقالتها في 28 أغسطس 2023 على خلفيّة لقاءها السري بوزير الخارجية الإسرائيلي إيلي كوهين في العاصمة الإيطالية روما والذي كشفتهُ وزارة الخارجية الإسرائيلية ما تسبَّب في اندلاع احتجاجاتٍ ضدّ الوزيرة وصدور قرارٍ بمنعها من السفر لحينِ انتهاء التحقيقات بعد انتشار أخبار عن محاولتها الهرب.

## الحياة المُبكّرة والتعليم
وُلدت نجلاء المنقوش في مدينة كارديف في ويلز لأسرةٍ ليبيةٍ مكونة من أربعة أطفال، لكنّها نشأت في بنغازي المدينة التي عادت إليها رفقة أسرتها حينما كانت في السادسة من عمرها. حصلت نجلاء على الماجستير في القانون الجنائي من جامعة قاريونس (جامعة بنغازي حاليًا)، ثم ماجستير إدارة الصراع والسلم من جامعة إيسترن مينونايت [الإنجليزية] ثم دكتوراة إدارة الصراع والسلم من جامعة جورج مايسون [الإنجليزية].

## المسيرة المهنية

### البداية
باعتبارها خبيرةً في حلِّ النزاعات، فقد أصبحت المنقوش في وقتٍ ما ممثلة معهد الولايات المتحدة للسلام في دولتها ليبيا، ثمّ عملت موظفةً في عدّة برامج سلام مع عددٍ من المراكز بما في ذلك أحد المراكز المعروفة في أرلينغتون، فيرجينيا. ترأسَّت نجلاء خلال الثورة الليبية عام 2011 ضدّ نظام معمر القذافي وحدة المشاركة العامة التابعة للمجلس الوطني الانتقالي المؤقت والتي تعاملت مع منظمات المجتمع المدني.

### وزيرة الخارجية
أول وزيرة خارجية في تاريخ ليبيا
أصبحت نجلاء المنقوش في 15 آذار/مارس 2021 وزيرةً للخارجية الليبية في حكومة عبد الحميد الدبيبة التي هي جزءٌ من حكومة الوحدة الوطنية، لتُصبح بذلك أول امرأة تُعيّن في منصبِ وزيرة الخارجية في ليبيا والخامسة عربيًا بعد كلٍّ من الموريتانيتان الناهة بنت مكناس (2009–2011) وفاطمة فال بنت أصوينع (2015)، والصوماليّة فوزية يوسف آدم (2012–2014) ثمّ السودانيّة أسماء محمد عبد الله (2019–2020).
مطالبة تركيا بالانسحاب من ليييا
لم يكن مسار ومشوار نجلاء في منصبها سهلًا حيث تعرضت للكثير من الانتقادات وأثارت في بعض المرات جدلًا. دعت المنقوش في أيار/مايو 2021 بصفتها وزيرةً للخارجية الليبية تركيا إلى الالتزام بقرارات الأمم المتحدة وسحب القوات التركية والمرتزقة من ليبيا، فتعرَّضت لضغوطٍ للاستقالة ولحملة إساءات شخصية من مؤيّدي الوجود التركي في ليبيا.
المنع المؤقّت
أوقف المجلس الرئاسي المنقوش في السادس من تشرين الثاني/نوفمبر 2021 المنقوش عن عملها بسبب «انفرادها بالسياسة الخارجية»، وقد شمل قرار الإيقاف منعها من السفر، وأوضحَ المجلس الرئاسي أنّ المنقوش تُحاول تطبيق سياساتٍ بشكل اعتباطي ومنفرد دون التنسيق معه، ومع ذلك فقد تدخَّل رئيس الوزراء عبد الحميد دبيبة لصالحها بعدما شكَّكَ في حقِّ المجلس الرئاسي في إيقاف نجلاء المنقوش، معتبرًا أن سلطة تعيين أو إيقاف الوزراء في الحكومة هي حكرٌ عليه وحده.
فضيحة اللقاء السري في روما
كشفت الخارجية الإسرائيلية في بيانٍ لها يوم السابع والعشرين من آب/أغسطس عن عقدِ اجتماعٍ وصفته بـ «السرّي» بين وزير الخارجية الإسرائيلي إيلي كوهين ونجلاء المنقوش وزيرة الخارجية الليبية في العاصمة الإيطالية روما قبل أسبوع رغم عدم وجود علاقات دبلوماسية بين البلدين أساسًا. تسبَّب البيان الإسرائيلي في خلقِ جدلٍ كبيرٍ داخل ليبيا وفي حصول ردود فعل ملحوظة، فعلى الرغم من محاولة وزارة الخارجية الليبية الدفاع عن ممثلتها حين سارعت بنشر بيانٍ توضيحي عقبَ البيان الإسرائيلي أكّدت فيه رفضَ المنقوش عقد لقاءات مع أي طرف ممثلٍ للكيان الإسرائيلي وفقا لنهج الحكومة، معترفةً في الوقتِ ذاته أنّ ما حدث في روما كان «لقاءً عارضًا غير رسمي وغير معد مسبقًا» ولم يتضمّن أي مباحثات أو اتفاقات، إلّا أن الأمور تطوَّرت سريعًا حينما خرجت احتجاجاتٌ نظّمها مئاتُ الليبيين في العاصمة طرابلس وفي مناطق أخرى ضدّ المنقوش ما دفعَ رئيس حكومة الوحدة الوطنية إلى إيقافِ الوزيرة عن العمل قبل أن يُحيلها للتحقيق، ومع ذلك فقد استمرَّت الاحتجاجات الليليّة رفضًا لأيّ محاولة تطبيع وتنديدًا بتصرّف المنقوش التي أدرجها جهاز الأمن الداخلي الليبي ضمنَ قائمة الممنوعين من السفر لحين امتثالها للتحقيقات وسطَ أنباء عن فرارها إلى تركيا «خوفًا على سلامتها».
لاحقًا أعلن رئيس حكومة الوحدة الوطنية عبد الحميد الدبيبة من مقر السفارة الفلسطينية في طرابلس عن إقالة وزيرة الخارجية من منصبها.

## الجوائز
أُدرجَت نجلاء المنقوش في 7 كانون الأول/ديسمبر 2021 في قائمة 100 امرأة التي تنشرها شبكة بي بي سي سنويًا والتي تُسلّط فيها الضوء على إنجازات وتحديات النساء المثابرات خلال القرن 21، وقد ضمَّت الشبكة نجلاء لقائمتها بفضلِ عملها في بناء الروابط مع منظمات المجتمع المدني، كما حصلت في عام 2022 على الجائزة الدولية للمرأة الشجاعة من وزارة الخارجية الأمريكية.